# دویچه وله

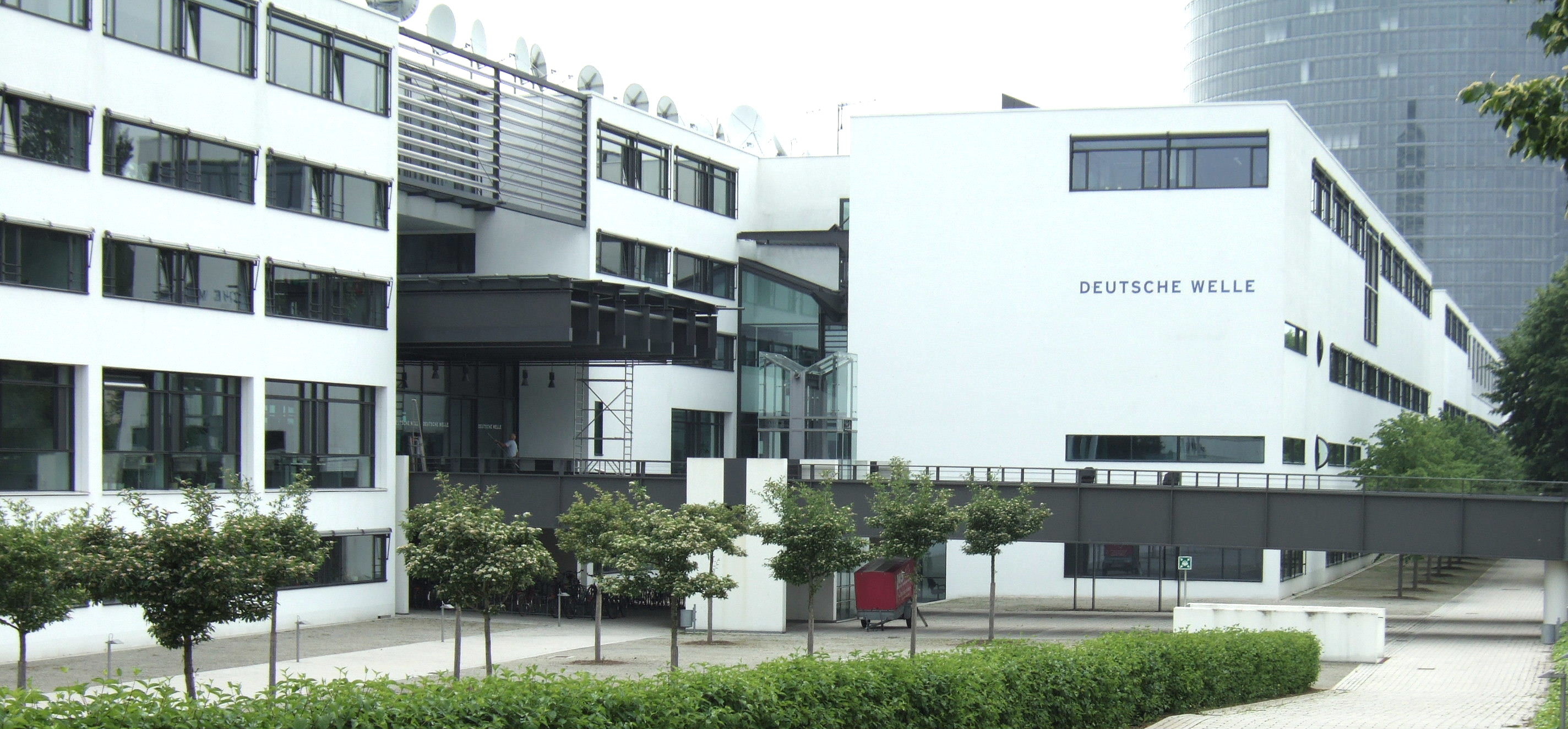
ساختمان دویچه وله در شهر بُن، آلمان

دویچه وِله (به آلمانی: Deutsche Welle) (مخفف: DW) یک بنگاه خبررسانی بین‌المللی آلمان است؛ که به پخش برنامه‌های رادیویی، تلویزیونی و اینترنتی می‌پردازد. این شبکه به غیر از زبان آلمانی به ۳۰ زبان دیگر برنامه‌هایی اجرا می‌کند. عبارت دویچه وله به فارسی به معنی «موج آلمانی» است.
پخش سراسری دویچه وله رسماً از سال ۱۹۵۳ آغاز شده است. تا سال ۲۰۰۳ پایگاه آن در کلن قرار داشت که به ساختمان جدید آن در بن منتقل شد. بخش فارسی دویچه وله از سال ۱۹۶۲ شامل برنامه رادیویی و یک وبگاه می‌شود و ریاست این بخش تا سال ۲۰۲۰ برعهدهٔ جمشید برزگر بود.
دویچه وِله مقالاتی را که به‌طور مرتب در وب سایت خبری خود به روز می‌شود، ارائه می‌دهد و مرکز اختصاصی خود برای توسعه رسانه‌های بین‌المللی را اداره می‌کند. اهداف اعلام شده رسانه دویچه وِله تولید پوشش خبری معتبر، دسترسی به زبان آلمانی و ارتقا تفاهم بین مردم است. دویچه وِله یک استراتژی دو لایه برای خدمات رسانی به مخاطبان خود در سال‌های آینده ایجاد کرده است: «یک رویکرد جهانی با هدف انتشار اطلاعات برای مخاطبان بیشتر در سراسر جهان از طریق گسترش خدمات تلویزیونی بین‌المللی به انگلیسی، زبان اسپانیایی، عربی و زبان آلمانی و یک رویکرد منطقه ای متمرکز در مورد ارائه اطلاعات متناسب با نیازهای مناطق خاص، در درجه اول از طریق اینترنت.»
دویچه وله از سال ۱۹۵۳ پخش می‌شود و دفتر مرکزی آن در بن است، جایی که برنامه‌های رادیویی آن تولید می‌شود. با این حال، پخش تلویزیونی تقریباً به‌طور کامل در برلین تولید می‌شود. هر دو مکان برای وب سایت خبری دویچه وله محتوا ایجاد می‌کنند.
دویچه وله همچنین یک ارائه دهنده جریان مستقیم اخبار جهان است که از طریق وب سایت، یوتیوب و دستگاه‌های مختلف تلفن همراه و رسانه‌های دیجیتال و صوتی قابل مشاهده است.
در سال ۲۰۱۸، حدود ۱۵۰۰ کارمند و ۱۵۰۰ کارمند آزاد از ۶۰ کشور در دفاتر خود در بن و برلین برای دویچه وله کار می‌کردند. مدیر کل دویچه وله پیتر لیمبورگ است.

## تاریخچه

### آغاز
اولین پخش دویچه وله در ۳ مه ۱۹۵۳ با سخنرانی رئیس‌جمهور وقت آلمان غربی، تئودور هوس انجام شد. در ۱۱ ژوئن ۱۹۵۳، پخش کنندگان عمومی ARD توافق‌نامه ای را برای تقسیم مسئولیت دویچه وله امضا کردند. در سال ۱۹۶۰، دویچه وله پس از آنکه دادگاه رای داد که در حالی که پخش برنامه به آلمان موضوعی ایالتی است، پخش از آلمان بخشی از وظایف امور خارجه دولت فدرال است، به یک نهاد عمومی مستقل تبدیل شد. در ۷ ژوئن ۱۹۶۲، دویچه وله به عنوان ایستگاه پخش ملی به ARD پیوست. دفتر مرکزی دویچه وله در اصل در شهر کلن آلمان غربی بود. پس از اتحاد مجدد، هنگامی که بیشتر دولت به برلین نقل مکان شد، مقر ایستگاه به بن منتقل شد.

### اتحاد مجدد آلمان
با اتحاد مجدد آلمان در سال ۱۹۹۰، رادیو برلین بین‌المللی، پخش کننده بین‌المللی آلمان شرقی از ادامه فعالیت خودداری کرد. برخی از کارکنان رادیو برلین بین‌المللی به دویچه وله پیوستند و دویچه وله برخی از امکانات پخش از جمله امکانات انتقال در ناون و همچنین فرکانس‌های رادیو برلین بین‌المللی را به ارث برد.
دویچه وله برخی از خدمات پخش رادیویی مستقل سابق داچلندفانک را به زبان خارجی در سال ۱۹۹۳ به‌دست آورد، وقتی داچلندفانک در رادیوداچلند جدید جذب شد.
علاوه بر برنامه‌های رادیویی و تلویزیونی، دویچه وله از برخی مطالب منتشر شده حمایت مالی می‌کرد. به عنوان مثال، اداره جنوب آسیا میراث آلمان را منتشر کرد: سریالی که برای برنامه جنوب آسیا در ۱۹۶۷ نوشته شده بود.

### حضور در اینترنت
سایت خبری دویچه وله به هفت زبان اصلی (عربی، چینی، انگلیسی، آلمانی، اسپانیایی، پرتغالی برای برزیل و روسی) و همچنین ترکیبی از اخبار و اطلاعات به ۲۳ زبان دیگر که دویچه وله در آنها پخش می‌شود، است. فارسی در سال ۲۰۰۷ به هشتمین زبان سایت تبدیل شد.

### در آمریکای شمالی
در سال ۲۰۰۱، دویچه وله (در همکاری با ARD و ZDF) کانال اشتراک تلویزیون آلمان را برای بینندگان آمریکای شمالی تأسیس کرد. این پروژه به دلیل کم بودن تعداد مشترکان پس از چهار سال تعطیل شد. از آن زمان کانال DW-TV جایگزین آن شده است.

## جنجال یا سانسور
در ۱۰ آوریل ۲۰۱۹، دویچه وله اعلام کرد که تنظیم کننده مخابرات دولت ونزوئلا «کوناتل» کانال اسپانیایی زبان خود را متوقف کرده است. در ۱۵ آوریل، سرویس پخش احیا شد.
همچنین در سال ۲۰۱۹، وزارت امور خارجه روسیه دویچه وله را متهم کرد که روس‌ها را به شرکت در اعتراضات اخیر ضد دولت دعوت کرده و تهدید کرده است که در صورت تماس مجدد با چنین قوانینی، علیه قانون داخلی اقدام خواهد کرد. اندکی پس از آن، پارلمان روسیه دویچه وله را به نقض قانون انتخابات متهم کرد و از وزارت خارجه خواست تا لغو حق پخش آلمان در کار در این کشور را بررسی کند. تا ماه نوامبر، سرگئی لاوروف، وزیر امور خارجه روسیه اعلام کرد که از تحریم رسانه‌های خارجی حمایت نمی‌کند.
همچنین در نحوه پوشش خبری اخبار داخلی توسط پخش کنندگان آلمانی دویچه وله اختلاف نظر وجود داشته است. در جامعه آلمان، روزنامه نگاران شناخته شده‌اند که دیدگاه‌های هویت ملی را با استفاده از اصطلاحات یا موضوعاتی که برای پوشش انتخاب می‌کنند، شکل می‌دهند. به گفته ویلیام سیلکاک، «تحقیقات در اتاق خبر دو فرهنگی (آلمانی و انگلیسی) در دویچه وله فرصتی را فراهم کرد تا ببینیم چگونه اسطوره‌های ملی توسط فرهنگ غالب جعل و نگهداری می‌شوند و چنین اسطوره‌هایی توسط دیگری پذیرفته یا مقاومت می‌شوند.» سیلکاک تحقیقات خود را با گفتن این جمله توضیح می‌دهد: «انتقال درک گذشته - این اسطوره ملی آلمان - از طریق تلویزیون جهانی هدف غیرقانونی، اما بسیار فعلی سازمان خبری دویچه وله بود.»

## جوایز
در سال ۲۰۱۳ میلادی، دویچه وله به عنوان کارفرمای نمونه توان‌خواهان و اسکندر آبادی از بخش فارسی دویچه وله به عنوان توان‌خواه برجسته آلمان از سوی «مجمع هم‌پیوندی توان‌خواهان» معرفی شدند.